# Китсолт
Китсолт (на английски: Kitsault) е изоставено миньорско селище в Канада, провинция Британска Колумбия.
Разположено е на брега на пролива Хекате, близо до устието на река Китсолт, на около 800 km северозападно от Ванкувър и 35 km от американската граница.

## История
Селището е построено в периода 1978 – 1979 г. от американската рудодобивна компания Phelps Dodge, след като в района са открити залежи на 109 милиона тона молибден. Всъщност залежите са били известни отдавна – в периода 1967 – 1972 г. оттук вече са били добити 10 милиона тона молибден, но добивът е бил спрян поради спад в цените на метала. Към края на 1970-те цените се покачват, но молибденовите залежи в Аляска и западните части на САЩ са на изчерпване.
Тогава от Phelps Dodge решават за много кратък срок да построят селище, което да подслони миньорите от рудника, който се намира в див и слабо населен район. Построено е не просто като работническо селище, а му е придадена и атмосфера на селище от южните части на Канада. Проектът е включвал общност от 1200 души, търговски център, ресторант, училище, плувен басейн и боулинг зала. През 1980 г. се нанасят първите семейства и животът в Китсолт закипява. Уви, 18 месеца по-късно, през 1982 г. цените на молибдена се сгромолясват, мината е затворена и повечето жители остават без работа. Много скоро всички са изнасят, а селището е затворено за обществото и медиите.
Китсолт е закупен през 2004 г. от бизнесмен на име Кришнан Сутантиран за 5,7 милиона долара. Той е похарчил 2 милиона за поддръжка на селището. През 2013 г., с цел Китсолт да се засели отново, той е предложен като място на терминал за втечнен природен газ.